# Carlos Filizzola
Carlos Alberto Filizzola Pallarés (Assunção, 24 de julho de 1959) é um médico e político paraguaio. Foi Ministro do Interior do Paraguai de 26 de agosto de 2011 a 22 de junho de 2012, sucedendo Rafael Filizzola, durante o governo de Fernando Lugo. Eleito senador, foi presidente do congresso paraguaio de 1º de julho de 2005 a 30 de junho de 2006.